# Corporal Clegg
Corporal Clegg — композиція британської групи Pink Floyd, заключний трек на першій стороні альбому A Saucerful of Secrets (1968). Пісня написана Роджером Вотерсом, в записі брали участь також Девід Гілмор, Річард Райт, Нік Мейсон, причому Гілмор грав на гітарі і казу, імітуючи і одночасно пародіюючи звучання духових інструментів.

## Композиція
Роджер Уотерс вперше торкається теми війни, до якої згодом він буде часто звертатися (ця тема стане ключовою в альбомах The Wall і The Final Cut). «Corporal Clegg» — пісня про солдата (капрал Клегг), який втратив ногу на війні і носить дерев'яний протез, причому текст має явно іронічний сенс: "У сержанта Клегга дерев'яна нога, він заробив цей трофей на війні, в 1944. У сержанта Клегга також є медаль, оранжево-червоно-синя, він знайшов її в зоопарку ".
Незважаючи на те, що Pink Floyd ніколи не виконували композицію «Corporal Clegg» на концертах, існують два відео з цією піснею. Перше зроблено в лютому 1968 на бельгійському телебаченні і представляє групу в процесі роботи над піснею, а друге зняте 22 липня 1969 року в ФРН, вже після виходу альбому.
У негативній статті про альбом A Saucerful of Secrets, опублікованій в журналі Rolling Stone в жовтні 1968 року, музичний критик Джим Міллер зневажливо відгукується про цю композицію як «володіє принаймні гідністю стислості, а також не звучала так, як ніби вона написана в наркотичному ступорі». Далі він пише, що мелодія неоригінальна і звучить занадто по-бітлівськи в «ці пост-пепперовські дні».

## Учасники запису
- Девід Гілмор — гітара, вокал, казу
- Річард Райт — клавішні, орган, вокал
- Роджер Уотерс — бас-гітара, вокал
- Нік Мейсон — ударні, перкусія, вокал